# La Charmée
La Charmée település Franciaországban, Saône-et-Loire megyében. Lakosainak száma 680 fő (2022. január 1.). La Charmée Sevrey, Givry, Granges, Saint-Ambreuil, Saint-Germain-lès-Buxy, Saint-Loup-de-Varennes, Saint-Rémy és Varennes-le-Grand községekkel határos.

## Népesség
A település népességének változása:
| Lakosok száma | 692  | 695  | 725  | 695  | 691  | 688  | 684  | 678  | 680  |
|               | 2013 | 2015 | 2016 | 2017 | 2018 | 2019 | 2020 | 2021 | 2022 |